# Aland (Alemania)
Aland es un municipio situado en el distrito de Stendal, en el estado federado de Sajonia-Anhalt (Alemania), a una altitud de 17 metros. Su población a finales de 2015 era de unos 1400 habitantes y su densidad poblacional, 15 hab/km².
Se encuentra a la orilla sur del río Elba que lo separa del estado de Brandeburgo.